# زفيريفو
زفيريفو (بالروسية: Зверево) هي إحدى مدن روسيا في الكيان الفدرالي الروسي روستوف أوبلاست.